# Шулхоб
Шулхо́б (тадж. Шулхоб) — село в Раштском районе Таджикистана. Входит в состав сельской общины (джамоата дехота) Калаи-Сурх. Расстояние от села до центра района (пгт Гарм) — 25 км, до центра джамоата (село Калаи-Сурх) — 15 км. Население — 101 человек (2017 г.), таджики. Население в основном занято сельским хозяйством.